# Никмепа VI
Никмепа VI (ум. ок. 1270 год до н. э.) — правитель города-государства Угарита в северо-западной Сирии, правивший около 50 лет в 1320—1270 годах до н. э. Современник великих хеттских правителей Мурсили II и Хаттусили III, а также египетских фараонов Хоремхеба и Сети I.

## Биография
Сведения о его правлении записаны клинописью в Угарите. Он правил почти 50, что делает его правление одним из продолжительнейших в истории Угарита. Он был сыном Никмадду II, братом и наследником Архальбу II. Архальбу правил лишь 2 года и был вынужден по настоянию Мурсили II отречься от престола в пользу брата из-за попытки вступить в союз с Египтом против хеттов. Никмепа подписал новый договор, по которому Угарит становился в вассальное подчинение Хаттусе. Согласно договору, за несоблюдение договора женщины и дети Никмепа будут отвечать за это. В это же время Угарит утратил контроль над территорией Сиянну с востока, что вдвое сократило площадь, контролируемую Никмепой. Мурсили II подтвердил отделение Сиянну и отдал его в управление вассального Каркемиша. Из-за потери Шиянну по просьбе Никмепы дань с Угарита сократилась на треть. В правление Никмепы Угарит стал окружён землями, подконтрольными хеттам.
Спустя почти 50 лет правления в вассальном подчинении последовательно четырём правителям Хеттского царства Никмепа скончался, оставив власть сыну Аммиттамру II.